# Lucy Joan Slater
Pour les articles homonymes, voir Slater.
Lucy Joan Slater (5 janvier 1922 – 6 juin 2008) est une mathématicienne britannique qui a travaillé sur les fonctions hypergéométriques, et qui a trouvé de nombreuses généralisations des identités de Rogers-Ramanujan.

## Formation et carrière
Son directeur de thèse est Wilfrid Norman Bailey (en). Au début des années 1950, elle joue un rôle de premier plan à l'université de Cambridge dans l'élaboration d'un précurseur des systèmes d'exploitation d'ordinateurs modernes, et par la suite elle contribue au développement de programmes informatiques pour l'économétrie, travaillant pour la plupart du temps avec des représentants du gouvernement britannique.
Après sa retraite, elle consacre beaucoup de son temps à la généalogie.
Ses mémoires (non publiées) comportent des descriptions de son adolescence à Portsmouth pendant les bombardements de la Seconde Guerre mondiale, et de son travail avec les premiers ordinateurs à Cambridge.
Elle est enterrée à la Parish of the Ascension Burial Ground (en) à Cambridge. En 1997, elle a effectué une liste remarquable de toutes les tombes et leurs inscriptions dans le cimetière; elle a écrit un article intitulé « Une promenade autour de l'Ascension Burial Ground, Cambridge », qui décrit plus de cent tombes, comme si le lecteur marchait autour de la sépulture et inclut des cartes détaillées. La quatrième édition est datée de décembre 1994.
Elle y est enterré en 2008, dans la même tombe que sa mère Lucy Dalton Slater (1893-1975), veuve de John Wardle Slater F. I. C., chimiste de l'Amirauté, enterré à Portsmouth.

## Reconnaissance
En 2016, le Conseil de l'Université de Cambridge approuve l'utilisation du nom de Slater pour marquer une caractéristique physique dans le North West Cambridge Development (en).

## Publications
- Slater, L. J., « Further Identities of the Rogers‐Ramanujan Type », Proceedings of the London Mathematical Society, vol. 2, no 1,‎ 1952, p. 147–167 (DOI 10.1112/plms/s2-54.2.147, lire en ligne)
- Slater, L. J., « Integrals for asymptotic expansions of hypergeometric functions », Proc. Amer. Math. Soc., vol. 6,‎ 1955, p. 226–231 (DOI 10.1090/s0002-9939-1955-0069952-9, MR 0069952)
- Abramowitz, Milton; Stegun, Irene Ann, eds. (1983) [Juin 1964]. "Chapter 13 Confluent hypergeometric functions" . Handbook of Mathematical Functions with Formulas, Graphs, and Mathematical Tables. Applied Mathematics Series. 55 (Ninth reprint with additional corrections of tenth original printing with corrections (December 1972); first ed.). Washington D.C.; New York: United States Department of Commerce, National Bureau of Standards; Dover Publications. p. 503.  (ISBN 978-0-486-61272-0).
- Lucy Joan Slater, Confluent hypergeometric functions, Cambridge, UK, Cambridge University Press, 1960 (MR 0107026)
- Lucy Joan Slater, Generalized hypergeometric functions, Cambridge, UK, Cambridge University Press, 1966, 288 p. (ISBN 0-521-06483-X, MR 0201688) (publié aussi en 2008 avec  (ISBN 978-0-521-09061-2))
- Fortran programs for economists, Cambridge University Press, 1967
- First steps in basic Fortran, London: Chapman & Hall, 1971
- More Fortran programs for economists, Cambridge University Press, 1972
- GEM: a general econometric matrix program, Cambridge University Press, 1976
- Dynamic regression: theory and algorithms (avec M. H. Pesaran), Halsted Press, 1980